# La Mare de Déu de Montserrat del Molí del Grau

La Mare de Déu de Montserrat del Molí del Grau, respecte del terme de l'Estany

La Mare de Déu de Montserrat és la capella del Molí del Grau, del terme municipal de l'Estany, a la comarca del Moianès.
Està situat en el mateix Molí del Grau, a prop i al nord-est del nucli urbà de l'Estany, en el costat de llevant de la carretera C-59 i al nord-oest de Betlem. És al costat nord-oest mateix del Pedró de Pontarró i a ponent de la Mina. A migdia d'aquest molí s'estenen les Saleres del Grau.
És una capella petita, d'una sola nau.